# Hindsia glabra
Hindsia glabra är en måreväxtart som beskrevs av Karl Moritz Schumann. Hindsia glabra ingår i släktet Hindsia och familjen måreväxter. Inga underarter finns listade i Catalogue of Life.